# Långtjärnen (Arvidsjaurs socken, Lappland, 728446-169932)
Långtjärnen är en sjö i Arvidsjaurs kommun i Lappland och ingår i Piteälvens huvudavrinningsområde. Långtjärnen ligger i Piteälven Natura 2000-område.